# Archidiecezja Hermosillo
Archidiecezja Hermosillo (łac. Archidioecesis Hermosillensis) – archidiecezja Kościoła rzymskokatolickiego w Meksyku. 

## Historia
7 maja 1779 roku papież Pius VI bullą Immensa divinae pietatis erygował diecezję Sonora. Dotychczas wierni z tym terenów należeli do diecezji Durango.
Z terenów diecezji w kolejnych latach utworzono diecezje: Monterey (1840), Sinaloa (1883), Ciudad Obregón (1959), Nogales (2015).
1 września 1959 roku nazwa diecezji została zmieniona na Hermosillo.
13 lipca 1963 roku decyzją papieża Pawła VI wyrażoną w bulli Mexicana natio diecezja została podniesiona do rangi archidiecezji metropolitalnej.

## Ordynariusze

### Biskupi Sonory
- Antonio María de los Reyes Almada OFM (1780 – 1787)
- José Joaquín Granados y Gálvez OFM (1788 - 1794)
- Damián Martínez de Galinzoga OFM (1794 - 1795)
- Francisco Rousset de Jesús y Rosas OFM (1797 – 1814)
- Bernardo del Espíritu Santo Martínez y Ocejo OCD (1817 - 1825)
- Angel Mariano de Morales y Jasso (1832 - 1834)
- José Lázaro de la Garza y Ballesteros (1837 - 1850)
- Pedro José de Jesús Loza y Pardavé (1852 - 1868)
- Gil Alamán y García Castrillo (1868 - 1869)
- José de Jesús María Uriarte y Pérez (1869 - 1883)
- Jesús María Rico y Santoyo OFM (1883 - 1884)
- Herculano López de la Mora (1887 - 1902)
- Ignacio Valdespino y Díaz (1902 - 1913)
- Juan María Navarrete y Guerrero (1913 - 1959)

### Biskupi Hermosillo
- Juan María Navarrete y Guerrero (1959 - 1963)

### Arcybiskupi Hermosillo
- Juan María Navarrete y Guerrero (1963 - 1968)
- Carlos Quintero Arce (1968 - 1996)
- José Ulises Macías Salcedo (1996 - 2016)
- Ruy Rendón Leal (od 2016)